# Nathaliella alaica
Nathaliella alaica là một loài thực vật có hoa trong họ Huyền sâm. Loài này được B. Fedtsch. mô tả khoa học đầu tiên năm 1932.